# Tepetlaoxtoc
Tepetlaoxtoc é um município do estado de México, no México.